# ブリギッテ・ツィプリース
ブリギッテ・ツィプリース（ドイツ語：Brigitte Zypries、1953年11月16日 - ）は、ドイツの政治家。ゲアハルト・シュレーダー内閣、アンゲラ・メルケル内閣で法務大臣を務めた。2017年1月より第3次メルケル内閣で経済・エネルギー相を務め、2018年3月に第4次メルケル内閣発足に伴い退任した。

## 経歴
1953年11月16日に西ドイツのカッセルに誕生する。アビトゥーア合格後、1972年からギーセン大学で法学を学び、1978年に司法試験に合格した。この頃から後の閣僚となるフランク＝ヴァルター・シュタインマイアーと知己だった。1980年に第二次司法試験に合格。1985年までギーセン大学で助手を務め、次いでヘッセン州のホルガー・ベルナー首相のもとで首相府に勤務した。1988年に連邦憲法裁判所第一小法廷に研究員として招聘される。
1991年にドイツ社会民主党に入党した。同年からニーダーザクセン州のゲアハルト・シュレーダー首相のもとで首相府に勤務し、1995年から同州憲法筆頭参事、次いで部長を務めた。1997年にニーダーザクセン州婦人・労働・社会省事務次官に就任した。
1998年にシュレーダーが連邦首相に就任すると、ツィプリースは連邦内務省事務次官に転じた。就任後は公務員の給与交渉・公務員法改正・移民してきたドイツ系ロシア人への援助・スポーツ振興などの案件に関わった。1999年9月からは連邦政府の事務次官会議「近代国家ー近代行政」の委員長に就任した。
2002年の総選挙後にシュレーダー内閣改造に伴って10月22日に第二次シュレーダー内閣に法務大臣として起用され、著作権問題・親子認知テスト問題・同性愛者の権利（同性結婚）に関わる問題・行政の電子化・個人情報保護・インターネット・テロ対策などの法律上の問題に関わった。
2005年の総選挙の結果として大連立によるアンゲラ・メルケル内閣が成立するが、ツィプリースは留任した。この選挙でツィプリースはドイツ連邦議会にダルムシュタット選挙区から出馬して当選し、2009年の総選挙でも議席を維持した。2006年8月以降ツィプリースは連邦憲法裁判所判事でしかも長官への転身を望んでいるとメディアに報じられていたが、2007年3月の記者会見で、政界から司法に直接転身すれば連邦憲法裁判所の権威を損なうことになるとして報道を否定した。2009年の総選挙でドイツ社会民主党が下野したため、法務大臣職を離任した。
2013年の総選挙でも議席を維持し、第3次メルケル内閣では経済・エネルギー政務次官兼政府航空宇宙政策コーディネーターに就任した。2016年6月に党友に対して翌年に予定されている総選挙に出馬せず政界を引退するとの書簡を送った。しかし2017年1月27日の内閣改造により、ジグマール・ガブリエル経済・エネルギー相が外相に転出したため、格上げして経済・エネルギー相に任命された。在任中、当時ドイツ第二位の航空会社であったエアベルリンを救済する政府の取り組みを主導。同社の航空機を三ヶ月飛行させ、ドイツ国内で従業員7,200人の雇用を確保する為、1億5000万ユーロの融資を承認した。